# バレーボールタイ王国女子代表
バレーボールタイ王国女子代表（バレーボールタイおうこく じょしだいひょう）は、バレーボールの国際大会で編成されるタイの女子バレーボールナショナルチームである。

## 歴史
1964年に国際バレーボール連盟へ加盟。1990年代後半から台頭してきた新しい勢力で、中国から指導者を招いてチームの強化を図ってきた。タイは速攻を絡めた攻撃重視のバレーボールを展開するチームであり、強力なジャンプサーブを打つ選手も多い。
アジア選手権には上海で開催されたアジア選手権1987で初めて出場し、11チーム中5位という好成績を残した。
アジア選手権2001では日本相手に3位決定戦で勝利し、初メダルとなる銅メダルを獲得した。2002年、ワールドグランプリに初出場、世界選手権（ドイツ）には2大会連続で出場した。2004年のアテネ五輪世界最終予選には5位となった。
自国開催のアジア選手権2007で日本、中国につづく3位に入り、はじめてのワールドカップ出場を勝ち取った。また、ワールドグランプリ2009で日本やポーランドに勝利するなど、強化の成果が表れてきている。同年9月のアジア選手権では準決勝で日本を下し決勝では北京五輪銅メダルの中国を3-1で倒すと、初のアジアチャンピオンに輝いた。その結果により、ワールドグランドチャンピオンズカップ初出場を決めた。
2010年 世界選手権では1次ラウンドを2勝3敗で4位通過となり、2次ラウンドではオランダとチェコを下して13位となった。
2011年のワールドグランプリには予選ラウンドでキューバを下すなどして初の決勝ラウンドへ進出した。決勝ラウンドでは中国を破り6位と好成績を残している。
2012年ロンドンオリンピック世界最終予選は、セット率で惜しくも出場権は逃したが3位セルビアに3-0、キューバに3-1で下すなど勝ち点12で日本と並んで4勝3敗で最後まで日本と出場権を争った。僅差でオリンピック出場を逃したタイでは、タイ・バレーボール協会が国際バレーボール連盟に対して日本がセルビア戦で手を抜いて敗れたのではないかと調査を要求、タイ国内の新聞、メディアなどは一斉に八百長疑惑として報道した。この訴えに対して国際バレーボール連盟は八百長を裏付ける証拠はなかったと発表、一方で大会システムについては改善する方針を示した。同年6月のワールドグランプリでは予選ラウンド7勝2敗で突破、決勝ラウンドでも強豪国相手に健闘し4位と過去最高の成績で終えた。
自国開催のアジア選手権2013でも準決勝で中国を3-2、決勝で日本を3-0で破り4年ぶり2度目のアジアチャンピオンに輝いた。
2016年リオデジャネイロオリンピック世界最終予選4日目の日本戦では最終第5セットにて、選手交代等に関するタイのキャテポン監督へのレッドカード2枚での2失点（「コーチングゾーンを越えた敵対的な振る舞い」と「タブレット端末が機能しないことを訴えた件による遅延行為」との判断）もあり、12-6から逆転負けを喫した（13-15）。FIVBは「タブレット端末の操作に習熟するよう」各チームに要望した。この結果、6日目の終了時点でセット率によって五輪出場権をタイは今回も逃すことが確定した。

## 過去の成績

### オリンピックの成績
- 2004年 - 最終予選敗退
- 2008年 - 最終予選敗退
- 2012年 - 最終予選敗退
- 2016年 - 最終予選敗退
- 2020年 - アジア予選敗退

### 世界選手権の成績
1952年から1994年まで出場なし
- 1998年 - 15位
- 2002年 - 17位
- 2006年 - アジア予選敗退
- 2010年 - 13位
- 2014年 - 17位
- 2018年 - 13位
- 2022年 - 13位

### ワールドカップの成績
- 2007年 - 10位
- 2011年 - 不出場

### アジア選手権の成績
| - 1987年 - 5位 - 1989年 - 6位 - 1991年 - 7位 - 1993年 - 7位 - 1995年 - 5位 - 1997年 - 5位 | - 1999年 - 4位 - 2001年 - 3位 - 2003年 - 4位 - 2005年 - 6位 - 2007年 - 3位 - 2009年 - 優勝 | - 2011年 - 4位 - 2013年 - 優勝 - 2015年 - 3位 - 2017年 - 準優勝 - 2019年 - 準優勝 - 2021年 - 開催中止 - 2023年 - 優勝 |

## 現在の代表
2024年FIVBバレーボールネーションズリーグに登録されたメンバー
| 監督 | Nataphon Srisamutnak         | Nataphon Srisamutnak | Nataphon Srisamutnak | Nataphon Srisamutnak                   | Nataphon Srisamutnak | Nataphon Srisamutnak |
| No.  | 選手名                       | シャツネーム         | 身長                 | 所属                                   | P                    | 備考                 |
| 1    | ウィパウィ・シリトーン       | S. Wipaww            | 174                  | 水原現代建設ヒルステート               | OH                   |                      |
| 2    | ピヤヌット・パンノイ         | P. Piyanut           | 171                  | アゼルレイル・バクー                   | L                    |                      |
| 3    | ポーンプン・グーパート       | G. Pornpun           | 170                  | IBK企業銀行アルトス                    | S                    |                      |
| 4    | ドンポーン・シンポー         | S.Donphon            | 175                  | ナコンラチャシマ女子バレーボールクラブ | S                    |                      |
| 5    | タットダオ・ヌクジャン       | N. Thatdao           | 185                  | 日立Astemoリヴァーレ                   | MB                   |                      |
| 6    |                              | S.Warisara           | 173                  | Ninh Binh LienvietPostbank             | OH                   |                      |
| 7    |                              | K.Waruni             | 183                  | ナコンラチャシマ女子バレーボールクラブ | MB                   |                      |
| 8    |                              | K.Kanyarat           | 181                  | Supreme Volleyball Club                | MB                   |                      |
| 9    |                              | N.Jidapa             | 165                  | Diamond Food Volleyball Club           | L                    |                      |
| 10   |                              | P.Darin              | 171                  | GSカルテックス・ソウルKIXX             | OH                   |                      |
| 11   |                              | J.Sasipapron         | 175                  | ナコンラチャシマ女子バレーボールクラブ | OH                   |                      |
| 12   | ハッタヤ・バムルンスック     | B.Hattaya            | 180                  | トヨタ車体クインシーズ                 | MB                   |                      |
| 13   |                              | S.Kanokpron          | 17                   | Supreme Volleyball Club                | S                    |                      |
| 14   |                              | D.Siriwan            | 177                  |                                        | OH                   |                      |
| 15   | ナッタニチャ・ジャイサエン   | J.Natthanicha        | 172                  | Than Quang Ninh                        | S                    |                      |
| 16   | ピンピチャヤ・コクラム       | K.Pimpichaya         | 180                  | KUROBEアクアフェアリーズ               | OP                   |                      |
| 18   | アチャラポーン・コンヨット   | K. Ajcharaporn       | 180                  | NECレッドロケッツ                      | OH                   |                      |
| 19   | チャッチュオン・モクシー     | M.Chatchu-On         | 180                  | ヴィクトリーナ姫路                     | OH                   |                      |
| 20   | スパットラ・パイロート       | P. Supattra          | 160                  | Supreme Volleyball Club                | L                    |                      |
| 21   | タナッチャ・スークソッド     | S.Thanacha           | 180                  | 韓国道路公社ハイパス                   | OP                   |                      |
| 23   |                              | K.Kuttika            | 171                  | Kinh Bac Bac Ninh                      | OH                   |                      |
| 24   |                              | B.Tichakorn          | 181                  | Diamond Food Volleyball Club           | MB                   |                      |
| 25   |                              | I.Wiranyupa          | 182                  | Diamond Food Volleyball Club           | OP                   |                      |
| 29   | ウィモンラット・タナパン     | T.Wimonrat           | 180                  | 東レアローズ                           | MB                   |                      |
| 99   | ジャラスポーン・ブンダサック | B.Jarasporn          | 182                  | ナコンラチャシマ女子バレーボールクラブ | MB                   |                      |

## 歴代代表選手
- ナルモン・カンアン
- ワンナ・ブアゲーウ
- プルームジット・ティンカオ
- アンポーン・ヤーパー
- オヌマー・シッティラック
- ウィラワン・アピヤポン
- ヌットサラ・トムコム
- ポーンプン・グーパート